# Jan Hećko

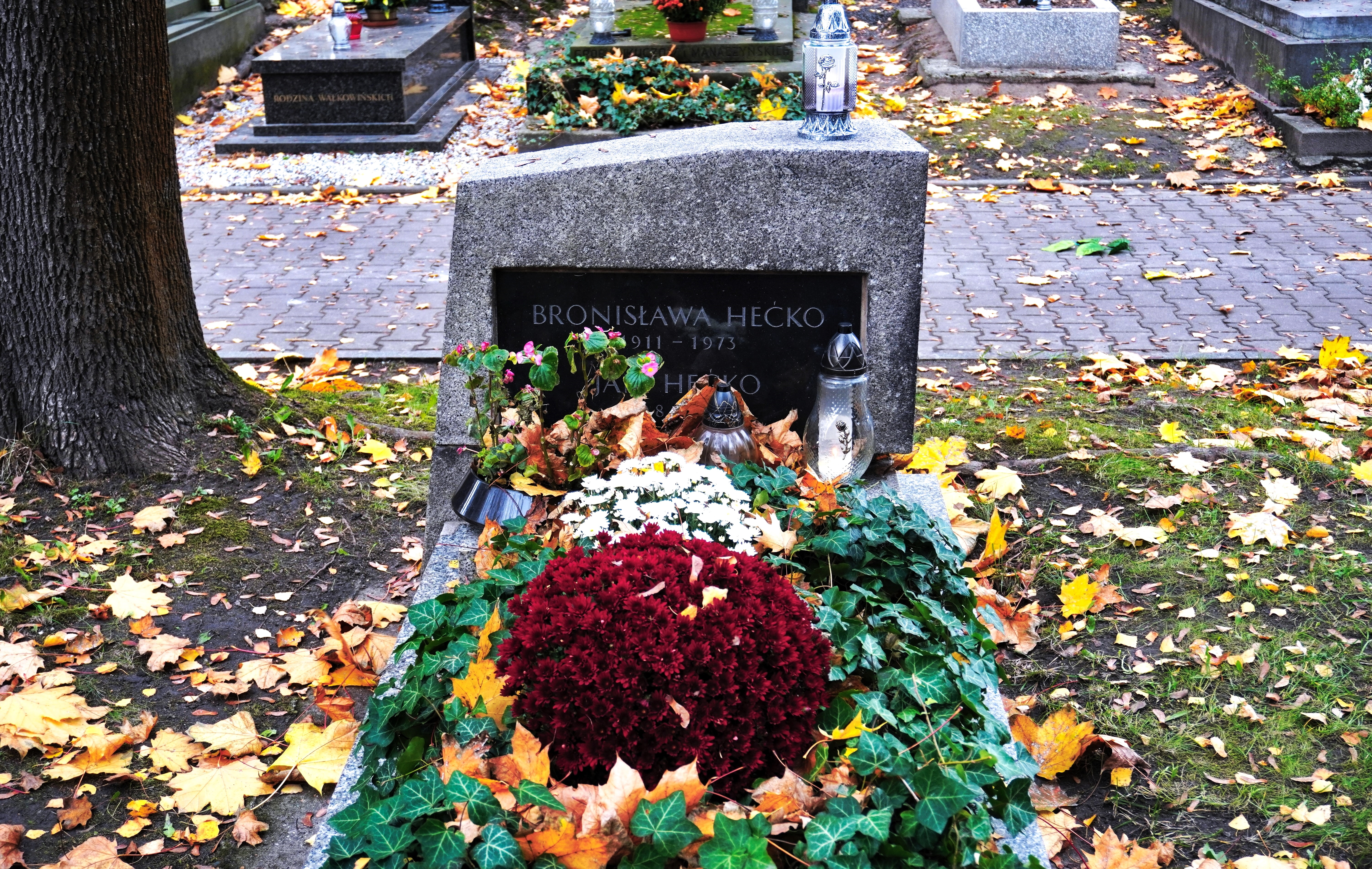
Grób Jana Hećki na Cmentarzu Rakowickim w Krakowie

Jan Hećko (ur. 22 października 1908 w Prądniku Czerwonym, zm. 9 maja 1962 w Krakowie) – działacz komunistyczny.
Skończył szkołę podstawową, po czym praktykował u malarza pokojowego. 1921–1928 pomocnik murarski i murarz w przedsiębiorstwach budowlanych w Krakowie. Od 1928 w Związku Młodzieży Komunistycznej (ZMK) (od 1930 Komunistyczny Związek Młodzieży Polskiej), od 1930 w KPP. Sekretarz i technik Komitetu Dzielnicowego (KD) KPP Kraków-Dąbie, organizator komórek KPP wśród bezrobotnych, uczestnik strajków i demonstracji. 27 kwietnia 1933 aresztowany i przez 5 tygodni więziony, 14 kwietnia 1934 ponownie aresztowany za zakładanie komórek KPP i kolportaż komunistycznej literatury. 4 lipca 1935 skazany w Krakowie na 3 lata więzienia, w 1936 zwolniony w związku z amnestią. Po zwolnieniu kontynuował działalność w KPP, w marcu 1936 brał udział w organizowaniu strajków w krakowskich fabrykach, 23 marca 1936 po ogłoszeniu strajku generalnego wyznaczony na męża zaufania w dzielnicy w Krowodrza. 23 kwietnia 1936 osadzony w obozie w Berezie Kartuskiej, gdzie został pobity za odmowę podpisania deklaracji lojalności; przez kilka miesięcy przebywał w szpitalu więziennym w Kobryniu. 2 VI 1937 zwolniony, skierowany przez MOPR na leczenie do Zakopanego. Po powrocie do Krakowa nadal działał w KPP, w 1938 na krótko aresztowany za inicjowanie strajku robotników budujących wały w Tarnobrzegu. Po zajęciu Krakowa przez Niemców we wrześniu 1939 na kilka dni uwięziony na Montelupich, po wypuszczeniu udał się do Lwowa, gdzie był magazynierem, a od 1941 stróżem nocnym. Był łącznikiem między lwowskim gettem a oddziałami partyzantki sowieckiej. Został aresztowany przez gestapo, jednak nie przyznał się do winy i po zwolnieniu wrócił do Krakowa. W 1943 wywieziony na roboty do Linzu, po wojnie i powrocie do Krakowa był magazynierem w Komitecie Wojewódzkim (KW) PPR, później lustratorem społecznym w urzędzie skarbowym. 1949–1952 kierownik działu kadr w PGR, potem w Krakowskich Okręgowych Zakładach Młynarskich. Przez rok był etatowym członkiem Komisji Kontroli Partyjnej w Komitecie Miejskim (KM) PPR w Krakowie. Od 1953 dyrektor Hoteli Miejskich w Krakowie, od 1956 na rencie dla zasłużonych. Odznaczony m.in. Krzyżem Komandorskim Orderu Odrodzenia Polski (1955). Pochowany został na cmentarzu Rakowickim w Krakowie, w kwaterze zasłużonych